# Леонув (Зґерський повіт)
Леонув (пол. Leonów) — село в Польщі, у гміні Зґеж Зґерського повіту Лодзинського воєводства.